# Gabrielle Tavaststjerna
Gabrielle Augusta Vilhelmina Tavaststjerna født Kindstrand (24. september 1868 i Stockholm - 14 juni 1946 i Stockholm) var en svensk skuespiller og forfatter. 
Den unge skuespillerinde Gabrielle Kindstrand var tilknyttet Viktor Rydbergs teatergruppe da hun i 1891 blev gift med Karl August Tavaststjerna (1860-1898) som var en af Finlands mest eminente forfattere i slutningen af 1800-tallet. Parret boede i flere år i Schweiz, Italien og på øen Rügen og Berlin i Tyskland. Under deres tid i Tyskland tilhørte Tavaststjerna den kende såkaldte "Friedrichshagener Kreis" som var en kreds af mere eller mindre bohemiske nordiske kulturpersonligheder, der var fulde af begejstring for den nye strømning: Naturalismen fra Skandinavien. Da August Strindberg i 1892 nærmest flygtede til Berlin, opstod snart en skandinavisk kunstnerkoloni omkring den vinstue på Neue Wilhelmstraße, som Strindberg kaldte "Zum schwarzen Ferkel". Den låg i bydelen Friedrichshagen i det østlige Berlin. Der kom flere forfattere, svenskerne August Strindberg og Ola Hansson, danskeren Holger Drachmann, nordmændene Knut Hamsun, Gunnar Heiberg og den mindre kendte Gabriel Finne samt den svenskføde finsk-tyske Adolf Paul. I begyndelsen af 1894 blev Tavaststjerna træt af det hektiske liv i Berlin og de bad diplomaten greve Birger Mörner (1867-1930) hjælpe dem med at finde et sted i Sverige, hvor han skulle kunne skrive. Mörner ordnede det sådan at Tavaststjerna fra slutningen af april fik lov at leje en bolig hos Carl Coyet (1852-1902), en adelig tidligere løjtnant i reserven ved Skånska Husarregementet, på dennes gård Sörby i Norrbyas sogn i Närke. Tavaststjerna boede der til vinteren 1894-95. I september 1895 flyttede de tilbaga til Finland, da hendes mand var blevet redaktør på den lille Hangö tidning i 1895 og på Björneborgs tidning 1896. Han døde af lungebetændelse et par måneder inden sin 38-årsdag på hospitalet i Björneborg (Pori). Efter Karl August Tavaststjerna død indgik hun 1900 ægteskab med Raymond de Veldegg, de blev skilt og hun blev for gift med den dansk/amerikanske forfatter Paul Harboe, han døde kun 28 år gammel. Hun var nu 39 år og for anden gang enke. I 1910 blev hun gift med udgiveren i New York Horatio Shafe Kraus. Efter hans død 1918 flyttede hun tilbage til Stockholm hvor hun boede resten af livet. Hun døde 1946. 
Gabrielle Tavaststjerna var datter til Klas Kindstrand tjenestemand i det svenske landforsvarsdepartement og Emma Berg.